# Maik Bullmann
Maik Bullmann (n. 25 aprilie 1967, Frankfurt (Oder), Frankfurt (Oder) District⁠(d), RDG) este un luptător german, medaliat olimpic. A participat la 3 ediții ale Jocurilor Olimpice (1988, 1992, 1996) în care a câștigat o medalie de aur și o medalie de bronz.